# Typophyllum quadriincisum
Typophyllum quadriincisum är en insektsart som beskrevs av Vignon 1925. Typophyllum quadriincisum ingår i släktet Typophyllum och familjen vårtbitare. Inga underarter finns listade i Catalogue of Life.